# Jonas Keiding Lindholm
Jonas Keiding Lindholm (født 25. marts 1970 Ringsted) er en dansk erhvervs- og organisationsleder, som er direktør for Mandag Morgen og formand for det danske hjemløselandshold i fodbold. Han er fhv. generalsekretær for Red Barnet og fhv. medlem af Frivilligrådet.

## Uddannelse og karriere
Lindholm er student fra Borupgaard Amtsgymnasium i 1989, bachelor i kommunikation fra Roskilde Universitet i 1993 og sociolog fra Lunds Universitet, Sverige (hyperlink) i 1997. Efter publiceret magisterafhandling om unge muslimer på Nørrebro[2] arbejdede han i årene 1997-1999 som velfærdskonsulent for danske kommuner og organisationer, inden han i år 2000 påbegyndte en international karriere inden for udviklings- og katastrofebistand, først for FN’s fødevareorganisation, WFP bl.a med udstationeringer i Nairobi, Kabul og Rom, og siden 2007 som vicedirektør i verdens største uafhængige børneorganisation, den internationale NGO Save the Children med base i London.
I 2012 vendte Lindholm tilbage til Danmark til søsterorganisationen Red Barnet, først som chefrådgiver[3] og siden vice-generalsekretær under daværende generalsekretær Mimi Jakobsen. Han blev ved Mimi Jakobsens opsigelse i 2015[4] først konstitueret og senere samme år udnævnt til generalsekretær for Red Barnet med den opgave at effektivisere organisationen[5].
Red Barnet opsagde Jonas Keiding Lindholm i december 2018 grundet en for hård og kontant ledelsesstil og for høje forventninger til Red Barnets ansatte. Bestyrelsesformand Lars Svenning Andersen udtrykte dog samtidig tilfredshed med, at Lindholm havde skabt en sund økonomi, tredoblet bidragene og moderniseret organisationen. 
Lindholm skabte en del overskrifter i sin tid i Red Barnet. Han undskyldte for organisationens medvirken i tvangsfjernelsen af 22 grønlandske børn til Danmark i 1951[6] og igangsatte en politisk kontroversiel civil havredningsaktion på Middelhavet under flygtningekrisen i 2016-2017[7]. Han etablerede landets første formelle NGO-alliance med konkurrenten Børns Vilkår for at styrke indsatsen mod mobning i folkeskolen[8] og revsede offentligt NGO-sektoren for manglende villighed til reformer og fusioner[9]. Lindholm etablerede tætte relationer til Kongehuset, både til protektor Kronprins Frederik[10] og til Kronprinsesse Mary og dennes fond Mary Fonden [11] og indgik et nationalt partnerskab med Dansk Boldspils Union (DBU) for at hjælpe udsatte børn ind i de danske fodboldklubber[12].
Lindholm tiltrådte som direktør for Mandag Morgen i april 2019[13].

## Andre hverv
Lindholm er formand for organisationen Ombold, som driver det danske hjemløselandshold i fodbold[14] og siden 2019 også medlem af etisk komite under Dansk Boldspils Union (DBU)
Han sad i perioden 2018-2019 i Frivilligrådet[15], et hverv han nedlagde i forbindelse med skiftet i 2019 til Mandag Morgen[16]. Lindholm var i 2016-2017 medlem af regeringens Dialogforum for Samfundsansvar og Vækst  og i 2017 medlem af regeringens Taskforce for Civilsamfundet Arkiveret 26. december 2019 hos  Wayback Machine.
Lindholm har siden 2018 været udpeget medlem af bestyrelsen for Københavns Professionshøjskole[19] og har har gennem mange år været tilknyttet Københavns Universitet, Copenhagen Business School og Professionshøjskolen Metropol (nu Københavns Professionshøjskole) som bl.a. amanuensis, ekstern lektor, censor og formand for uddannelsesudvalg.
Lindholm er foredragsholder og optræder i medier som kommentator, især om ledelse, velfærd, børn og unge, verdensmål, international udvikling, idrættens sociale betydning, samt om sin egen opvækst med vold[20].

## Eksterne Henvisninger
1. https://www.mm.dk/next/artikel/taenketanken-mandag-morgen-ansaetter-ny-direktoer
2. https://www.worldcat.org/title/generationen-der-blev-kulturpendlere-et-kvalitativt-studie-af-unge-muslimers-hverdag/oclc/61081944
3. https://globalnyt.dk/content/ny-hos-red-barnet
4. http://nyheder.tv2.dk/2015-06-17-mimi-jakobsen-fyret-efter-15-aar-i-red-barnet
5. https://www.altinget.dk/civilsamfund/navnenyt/ny-generalsekretaer-i-red-barnet
6. https://politiken.dk/indland/art5594587/Red-Barnet-siger-undskyld-til-grønlænderbørn-efter-64-år
7. https://www.fyens.dk/indland/Generalsekretaer-Red-Barnet-bliver-skydeskive/artikel/3185046
8. https://www.altinget.dk/artikel/red-barnet-om-boerns-vilkaar-if-you-cant-beat-them-join-them
9. https://www.altinget.dk/civilsamfund/artikel/red-barnet-general-vil-reformere-frivilligdanmark-vi-skal-vaere-aabne-for-fusioner
10. https://redbarnet.dk/nyheder/hkh-kronprins-frederik-var-med-udsatte-boern-paa-fisketur/
11. http://kongehuset.dk/foto-video/fri-for-mobberi-10-aars-konference-med-mary-fonden
12. https://www.altinget.dk/civilsamfund/artikel/dbu-og-red-barnet-fodbold-faar-udsatte-boern-ind-i-kampen
13. https://www.mm.dk/next/artikel/taenketanken-mandag-morgen-ansaetter-ny-direktoer
14. http://ombold.dk/jonas-keiding-lindholm-ny-formand-ombold/
15. https://www.altinget.dk/civilsamfund/artikel/her-er-de-otte-nyvalgte-medlemmer-af-frivilligraadet
16. https://www.altinget.dk/civilsamfund/artikel/jonas-keiding-lindholm-siger-goddag-til-taenketank-og-farvel-til-frivilligraadet
17. https://em.dk/nyhedsarkiv/2016/februar/nyt-dialogforum-skal-hjaelpe-virksomheder-med-at-koble-samfundsansvar-og-vaekst/
18. https://www.fm.dk/nyheder/pressemeddelelser/2017/06/mai-mercado-og-sophie-loehde-nedsaetter-task-force-for-civilsamfundet
19. https://www.kp.dk/om+os/organisation/bestyrelsen
20. https://www.altinget.dk/artikel/han-voksede-op-med-vold-han-slog-igen-nu-kaemper-jonas-keiding-lindholm-boernenes-sag